# No Use for a Name
No Use for a Name est un groupe de punk rock américain, originaire de San José, en Californie. Formé en 1986 par Rory Koff (batterie), Chris Dodge (guitare), Steve Papoutsis (basse) et John Meyer (chant), le groupe prend un essor considérable depuis que Tony Sly rejoint le groupe à la guitare et au chant, en 1989. Les fans utilisent souvent l'abréviation NUFAN ou No Use. Ils sont un des groupes phares du skate punk des années 1990. Le groupe s'est éteint avec la mort de Tony Sly, en août 2012.

## Biographie

### Débuts (1986–1997)
No Use for a Name est formé en 1986 à San José, en Californie,. À l'origine, comme entendu sur leur premier album, Incognito, le son de No Use for a Name était proche du hardcore et très influencé par le metal. C'est au début des années 1990 et plus significativement après leur signature avec Fat Wreck Chords en 1993 que le groupe se tourne davantage vers le skate punk, qui a dominé la décennie suivante.
Le passage de New Red Archives à Fat s'avère payant puisque leur premier EP trouve son public et No Use convertit l'essai les années suivantes en sortant deux albums considérés par les fans de la première heure comme leurs chefs-d'œuvre : ¡Leche con Carne! en 1995 et Making Friends en 1997.
Making Friends marque un tournant dans l'histoire du groupe : celui-ci s'est enfin stabilisé après avoir vu passer dans ses rangs de multiples bassistes et guitaristes pour accompagner Sly et Koff. Matt Riddle (ex-Face to Face et ex-Pulley) à la basse et Chris Shiflett (qui utilise à l'occasion le pseudonyme de Jake Jackson — voir les notes du livret de Making Friends) à la guitare ont rejoint NUFAN en 1996. Chris est très vite considéré comme l'un des meilleurs guitaristes de la scène punk rock et ce n'est pas un hasard s'il participe parallèlement aux Me First and the Gimme Gimmes en compagnie de Fat Mike et Joey Cape notamment.
En 1999, à la veille de la tournée qui doit suivre la sortie de More Betterness!, Chris Shiflett annonce son départ du groupe : il est recruté par les Foo Fighters en remplacement de Pat Smear. Il est remplacé par Dave Nassie, qui a servi de guitariste aux Suicidal Tendencies. Celui-ci dissipe les craintes des fans, qui se demandaient comment un guitariste pourrait prendre la relève du talentueux Chris, en offrant des prestations tout aussi solides. More Betterness! amorce un tournant et annonce la transition de No Use vers un son moins agressif, avec des mélodies plus travaillées et des chansons mid-tempo. Le succès de More Betterness! dépasse celui de Making Friends mais les membres les plus radicaux de la scène punk ne voient pas moins dans ce nouvel album une trahison et un virage commercial.

### Nouveaux albums (2000–2008)
En 2001, NUFAN inaugure la série des Live in a Dive sur Fat avec leur premier album live. Fat Wreck Chords rachète les droits de Incognito et Don't Miss the Train et les ressort (avec une nouvelle pochette pour le second). En 2000, New Red Archives avait mis en vente une compilation des débuts de No Use, intitulé NRA Years. 2002 voit la sortie de Hard Rock Bottom qui comporte quelques-unes des meilleures chansons de No Use, et des plus rapides, comme Undefeated ou Nailed Shut. L'accueil est mitigé de la part des fans échaudés par le précédent opus, d'autant que la voix de Tony s'est adoucie. En 2004, Tony Sly sort un split acoustique avec Joey Cape, intitulé tout simplement Acoustic (Fat Wreck).
Keep them Confused, est publié le 14 juin 2005. Il est aussi controversé que les deux précédents : la voix de Tony est encore plus douce (les mauvaises langues n'hésitent pas à la comparer, non sans mauvaise foi, à celle de Joel Madden de Good Charlotte) et le rythme reste mid-tempo et ne retrouve pas la vitesse des premiers albums. Ceux qui n'aimaient plus, n'aiment toujours pas, mais KTC n'en a pas moins réjoui une grande partie des fans du groupe. C'est indéniablement l'un des albums les mieux produits et maîtrisés techniquement que No Use ait sortis.
Certains fans parlent à cette occasion d'une dérive emo de No Use, notamment en se basant sur les paroles de For Fiona. Tony s'en est expliqué sur le forum du site officiel : Fiona est sa fille. Il est aussi revenu sur les modifications de sa voix : il a pris des cours de chant pour améliorer sa technique vocale et a également arrêté de fumer. Par ailleurs, KTC est aussi l'un des albums plus politisés de NUFAN avec des chansons comme Bullets, Divine Let Down ou It's Tragic.
No Use est un des plus anciens groupes de punk rock encore en activité, l'année 2007 marquant les 20 ans de la fondation du groupe. Au printemps 2007, No Use sort une compilation intitulée All the Best Songs, dont les chansons ont été remasterisées, et est entré en studio à la fin de cette même année pour enregistrer leur prochain album, au Blasting Room avec Bill Stevenson, ce qui est un changement notable : jusque-là le groupe avait toujours fait confiance à Ryan Green pour la production. Le nouvel album de No Use for a Name, intitulé The Feel Good Record of the Year, comporte 14 pistes, et est sorti le 1er avril 2008. La couverture est réalisée par Sergie Loobkoff guitariste de Samiam et Solea.
En juin 2009, dix ans après son entrée au sein de NUFAN, Dave Nassie, guitariste hors pair annonce qu'il quitte le groupe pour rejoindre le groupe metal Bleeding Through. En août, le groupe annonce le remplaçant de Nassie ; Chris Rest, guitariste du groupe punk rock Lagwagon.

### Séparation (2010–2012)
Le 1er août 2012, le label Fat Wreck Chords annonce la mort de Tony Sly sur son site web. Il est mort dans son sommeil le 31 juillet 2012,.
Le groupe effectue son dernier spectacle le 8 septembre 2012, après la mort de Tony au Festival Envol et Macadam, au Québec. Le spectacle sera un hommage a Tony Sly. Le bassiste Matt Riddle et Joey Cape, chanteur de Lagwagon et grand complice de Tony Sly, ont tour à tour remplacé leur ami décédé au micro. Les membres du groupe punk de Québec Mute ont également apporté leur contribution. Le bassiste Jean-Philippe Lamonde est devenu le chanteur de No Use for a Name pour Coming Too Close et le classique Invincible alors que le batteur Étienne Dionne a pris le micro pour Soul Mate. Peu avant de conclure le spectacle avec Feeding the Fire, où Riddle a mis son instrument de côté pour chanter « comme Tony », celui-ci a également confirmé à la foule qui scandait le nom du chanteur décédé que c'était bel et bien la dernière prestation de No Use for a Name. « C'est la dernière fois que nous jouons. C'est tout. Personne ne veut le faire sans Tony, non ? »
Le nom du groupe californien sera donc lié au Québec, où incidemment No Use for a Name avait présenté son dernier spectacle le 15 juin à Montebello.

## Membres

### Anciens membres
- Ramon Gras – chant (1986-1988)
- John Meyer – chant (1986–1987)
- Doug Judd – guitare solo (1986-1987)
- Rob Upson - guitare rythmique (1990)
- Chris Dodge – guitare rythmique (1986-1987, 1991–1992), chant (1988-1989)
- Steve Papoutsis – basse (1986–1995)
- Rory Koff – batterie, percussions (1986–2011)
- Tony Sly  –  chant (1989-2012), guitare rythmique (1993-2012), guitare solo (1987-1992)
- Robin Pfefer – guitare solo (1993)
- Ed Gregor – guitare solo (1993–1995)
- Chris Shiflett – guitare solo (1995–1999)
- Matt Riddle – guitare basse, chœurs (1996–2012)
- Dave Nassie – guitare solo (1999–2009)
- Chris Rest – guitare solo (2009–2012)
- Boz Rivera – batterie, percussions (2011–2012)

## Discographie
- 1990 : Incognito
- 1991 : Don't Miss the Train
- 1993 : The Daily Grind
- 1995 : Leche Con Carne !
- 1997 : Making Friends
- 1999 : More Betterness!
- 2000 : The NRA Years
- 2001 : Live in a Dive
- 2002 : Hard Rock Bottom
- 2005 : Keep them Confused
- 2007 : All the Best Songs
- 2008 : The Feel Good Record of the Year

## Vidéographie
- Soulmate (1995)
- Why Doesn't Anybody Like Me (1999)
- Dumb Reminders (2002)
- For Fiona (2005)
- Biggest Lie (2008)